# ブリティッシュ・モーター・ホールディングス
ブリティッシュ・モーター・ホールディングス(British Motor Holdings; BMH)は、英国の自動車会社。1960年代に英国製造業の停滞を食い止めるための試みだった。

## 歴史
英国産業界が停滞していた時代に英国労働党が政権につく。ウィルソン内閣(1964–1970)は、より一層の合併を推進することによって打開できるとし、特に自動車産業がその対象とされた。クライスラーがルーツ・グループを買収。レイランド・モータースはスタンダード・トライアンフ社を買収。ローバー社は英国自動車産業の主要な担い手となっていた。一方、BMCは英国国内市場でのシェアを極端に落とし、1966年に自動車ボディ製造業のPressed Steel社とジャガー社と共にブリティッシュ・モーター・ホールディングとして合併した。
ジャガー社の観点では、創業者である社長のウィリアム・ライオンズが引退間近だったにもかかわらず有力な後継がいなかったという理由があった。ライオンズの一人息子、ジョン・ライオンズは1955年に自動車事故でなくなっており、他の役員はライオンズと年が変わらなかった。また、ジャガーのボディシェルはPressed Steel社が架装をおこなっており、Pressed Steelの行く末はジャガーにとっても生命線だったのだが、いまやBMCが親会社となっていたのである。
BMCの観点では、ジャガー社は非常に魅力的だった。米国市場で成功しており、当時は莫大な利益をあげていたのである。

## ブランド
BMH は過剰となっていた英国自動車ブランドを継承した。

### ジャガー社から
- Jaguar(ジャガー)
- Daimler(デイムラー)
- Coventry Climax(コヴェントリー・クライマックス)

### BMC から
- Austin(オースチン )
- Morris(モーリス )
- MG
- Riley(ライレー )
- Wolseley(ウーズレー)
- Vanden Plas(バンデン・プラ)
- BMC

## 短命
BMHは短命だった。1968年、合併後の改革といまだ格闘中だったにもかかわらず、さらなる合併をレイランド・モーターズとおこないブリティッシュ・レイランド・モーター・コーポレーション (BLMC) となる。